# Divulgação científica
Divulgação científica, também conhecida como divulgação da ciência e popularização da ciência, é a difusão do conhecimento científico para públicos não especializados. O termo popularização é mais utilizado que divulgação dentro da tradição de países anglo-saxônicos a partir da década de 1950. A divulgação científica é fundamental para o desenvolvimento da ciência, uma vez que ela é responsável pela circulação de ideias e divulgação de resultados de pesquisas para a população em geral. Desta forma potencializando o debate científico e instigando novos talentos para atividades de ciências.
Outras expressões com sentidos mais restritivos são também usadas, tais como: comunicação pública da ciência, vulgarização científica e jornalismo científico. Atualmente, a divulgação científica ocorre em praticamente todos os formatos e meios de comunicação: documentários de televisão, revistas de divulgação científica, artigos em periódicos, redes sociais, websites e blogs. Existem, inclusive, canais de televisão dedicados exclusivamente à divulgação científica, tais como Discovery Channel e National Geographic Channel, evidenciando o grande interesse dos meios de comunicação por fazer da ciência um de seus temas centrais.
Apesar do volume de produções classificadas como DC, não há consenso entre os pesquisadores da área sobre a natureza dessa produção. A interpretação da DC como uma reelaboração discursiva está presente em diversos estudos ( Bueno, 1985 ; Authier-Revuz, 1999 ; Epstein, 2012 ) e ainda figura como uma das principais interpretações dessa prática. De acordo com essa interpretação, a DC é entendida como uma espécie de tradução ou simplificação discursiva, que tem origem em um discurso fonte (discurso da ciência) e é destinada à produção de uma linguagem familiar.
Por outro lado, após 2000, desenvolveu-se a interpretação da DC como um gênero discursivo próprio, especialmente após o trabalho de Zamboni (1997 , 2001 ). De acordo com a autora, a DC possui estruturas composicionais, unidades temáticas e estilos próprios, havendo, portanto, a produção de uma nova forma discursiva.

## Divulgação científica e comunicação científica
Os conceitos de comunicação científica e divulgação científica, segundo Bueno (2010), trazem características comuns entre si, pois se referem à difusão de informações científicas e tecnológicas. Ao mesmo tempo, implicam aspectos e intenções bastante diferentes em suas práticas.
Entende-se por comunicação científica a transferência de informação científica e/ou tecnológica destinada aos especialistas (pesquisadores que compõem a comunidade científica, academias, universidades e institutos de pesquisas) em determinada área do conhecimento, também chamada de disseminação científica (BUENO, 2010). O autor apresenta duas categorias para a comunicação (ou disseminação) científica:
- entrepares: praticada entre especialistas de uma mesma área do conhecimento, com conteúdo e público específicos e especializados e de código fechado (por exemplo, os periódicos científicos);
- extrapares: quando acontece entre especialistas de áreas diferentes. O público ainda é especializado, mas inexiste o rigor de uma linguagem puramente técnica.

A divulgação científica, por sua vez, pode ser entendida como um processo de recodificação da linguagem especializada para uma não especializada e acessível a uma vasta audiência, na qual se utilizam “recursos, técnicas, processos e produtos (veículos ou canais) para sua veiculação. (BUENO, 2010).
Bueno (2010) chama a atenção para seus pontos convergentes. De acordo com o autor, tanto comunicação como divulgação circulam informações especializadas e, portanto, podem estar suscetíveis à interesses extra científicos, como por exemplo, resguardar privilégios de grupos (empresas ou governos) ou ambições pessoais. Além disso, a comunicação científica serve de fonte para a divulgação científica.

### Outros autores
Além de Bueno, também é importante apontar outros autores que discutiram a divulgação científica ao longo do tempo:
Em um primeiro momento podemos responder que a divulgação científica é falar sobre ciência de forma que as pessoas entendam, contudo desde as comunicações orais feita pelos cientistas, aos primeiros artigos em jornais sobre ciência produzidas por jornalistas, até os canais de mídia interativa, a definição de divulgação científica vem sofrendo reformulações a partir da evolução da comunicação, da ciência e da tecnológica.
A Divulgação Científica para Bessa (2015 p.15), é tornar a ciência de domínio público, ou seja, são estratégias e tarefas feitas por comunicadores e cientistas com o objetivo de informar a sociedade sobre a produção da ciência.
Mora (2003, p. 99) comenta a importância de combinar conhecimento científico com sensibilidade e imaginação, além de despertar o interesse do público. Afinal o “conhecimento é partilhado, e não comunicado”.
Andreetto de Muzio (2019 p. 1) também comenta a importância do diálogo na divulgação científica uma vez que não se trata apenas de uma "transferência de conhecimento unidirecional, mas um exercício de diálogo que possibilite a troca de saberes e a transformação da realidade".

Moreira Carneiro (2019 p. 1) considera a divulgação científica a busca por tornar o conhecimento científico acessível a todos, ou seja, são ações diversas, cujos atores principais são profissionais de comunicação e cientistas, com objetivo de informar o público sobre o que é produzido por instituições pesquisa científica. Para que essa divulgação científica de fato chegue ao seu destino, é fundamental que o conhecimento saia da academia e circule na sociedade.
O conceito de divulgação científica, que consiste em inserir a ciência em domínio público, a partir de uma nova produção, a partir do conhecimento científico, que permita à sociedade se interessar, compreender e dialogar sobre a ciência. Por meio de recursos e suportes que saem do ambiente acadêmico e atingem a sociedade como um todo, o divulgador científico deve incluir em seu planejamento não apenas materiais que falem sobre resultados de pesquisas, mas conceitos, etapas e problemas da ciência, contribuindo assim para que o público possa utilizar esse conhecimento científico para suas tomadas de decisão.

## Ciência na cultura popular e na mídia

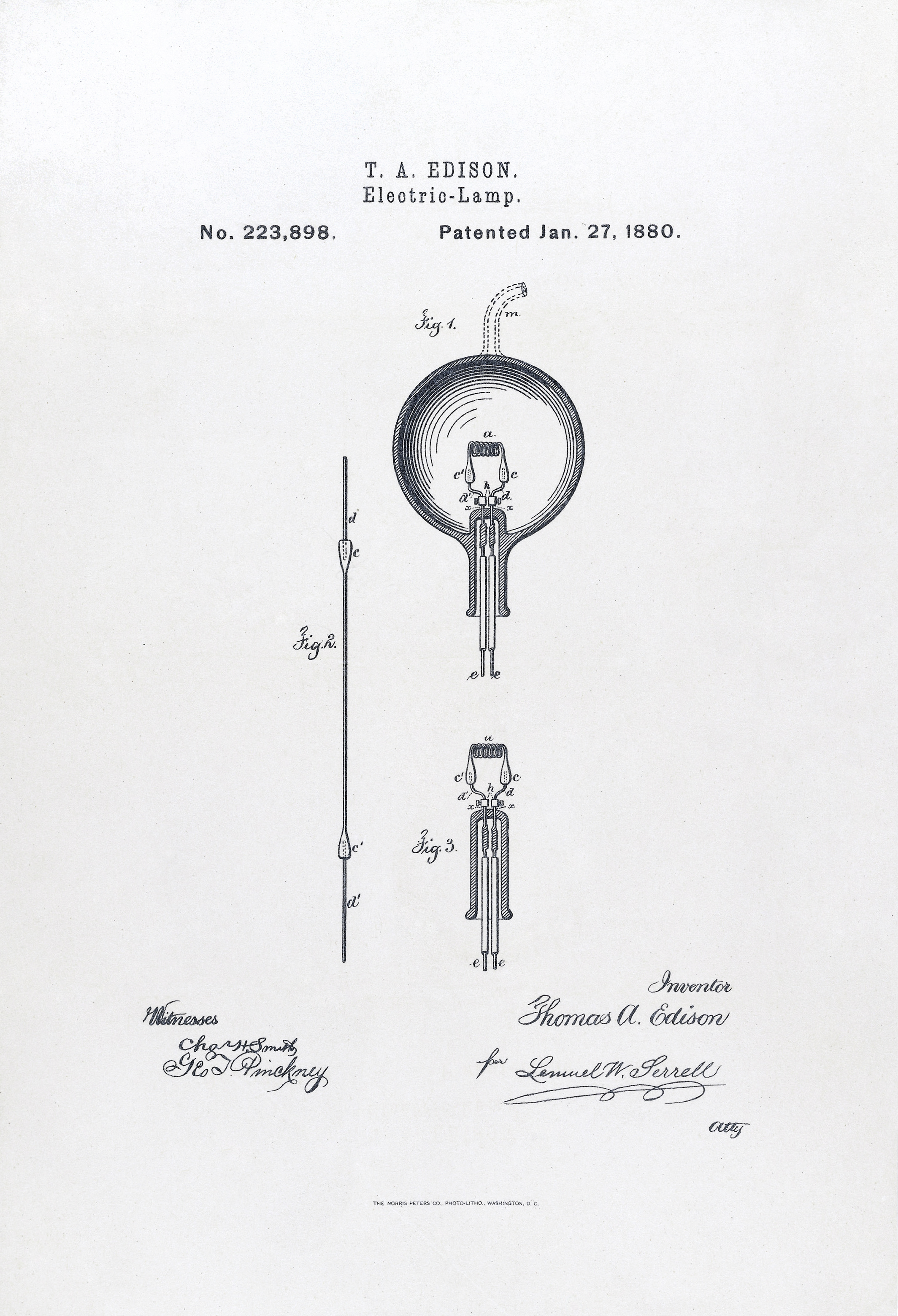
Esse é o diagrama, projetado por Thomas Edison em 1880,
designado para descrever o funcionamento de uma lâmpada.

### Nascimento da ciência pública
Enquanto o estudo científico começou a emergir como um discurso popular após o Renascimento e o Iluminismo, a ciência não foi amplamente financiada ou exposta ao público até o século XIX. A maior parte da ciência anterior a isso era financiada por indivíduos sob patrocínio privado e estudada em grupos exclusivos, como a Royal Society. A ciência pública surgiu devido a uma mudança social gradual, resultante da ascensão da classe média no século XIX. À medida que invenções científicas, como a esteira transportadora e a locomotiva a vapor, entravam e aprimoravam o estilo de vida das pessoas no século XIX, as invenções científicas começaram a ser amplamente financiadas por universidades e outras instituições públicas, em um esforço para aumentar a pesquisa científica. Como as realizações científicas foram benéficas para a sociedade, a busca pelo conhecimento científico resultou na ciência como profissão.
Instituições científicas, como a Academia Nacional de Ciências ou a Associação Britânica para o Avanço da Ciência, são exemplos de plataformas líderes para a discussão pública da ciência. David Brewster, fundador da Associação Britânica para o Avanço da Ciência, acreditava em publicações regulamentadas para comunicar efetivamente suas descobertas, "para que estudantes de ciências possam saber por onde começar seus trabalhos". À medida que a comunicação da ciência alcançava um público mais amplo, devido à profissionalização da ciência e sua introdução na esfera pública, aumentou o interesse pelo assunto.

### Mídia científica no século XIX
Houve uma mudança na produção de mídia no século XIX. A invenção da impressora a vapor permitiu a impressão de mais páginas por hora, resultando em textos mais baratos. Os preços dos livros caíram gradualmente, o que deu às classes trabalhadoras a capacidade de comprá-los. Não mais reservados para a elite, textos acessíveis e informativos foram disponibilizados para um público de massa. A historiadora Aileen Fyfe observou que, à medida que o século XIX passava por um conjunto de reformas sociais que buscavam melhorar a vida das pessoas da classe trabalhadora, a disponibilidade de conhecimento público era valiosa para o crescimento intelectual. Como resultado, houve esforços de reforma para aumentar o conhecimento dos menos instruídos. A Sociedade para a Difusão de Conhecimento Útil, liderada por Henry Brougham, tentou organizar um sistema de alfabetização generalizada para todas as classes. Além disso, periódicos semanais, como a Penny Magazine, tinham como objetivo educar o público em geral sobre as realizações científicas de maneira abrangente.

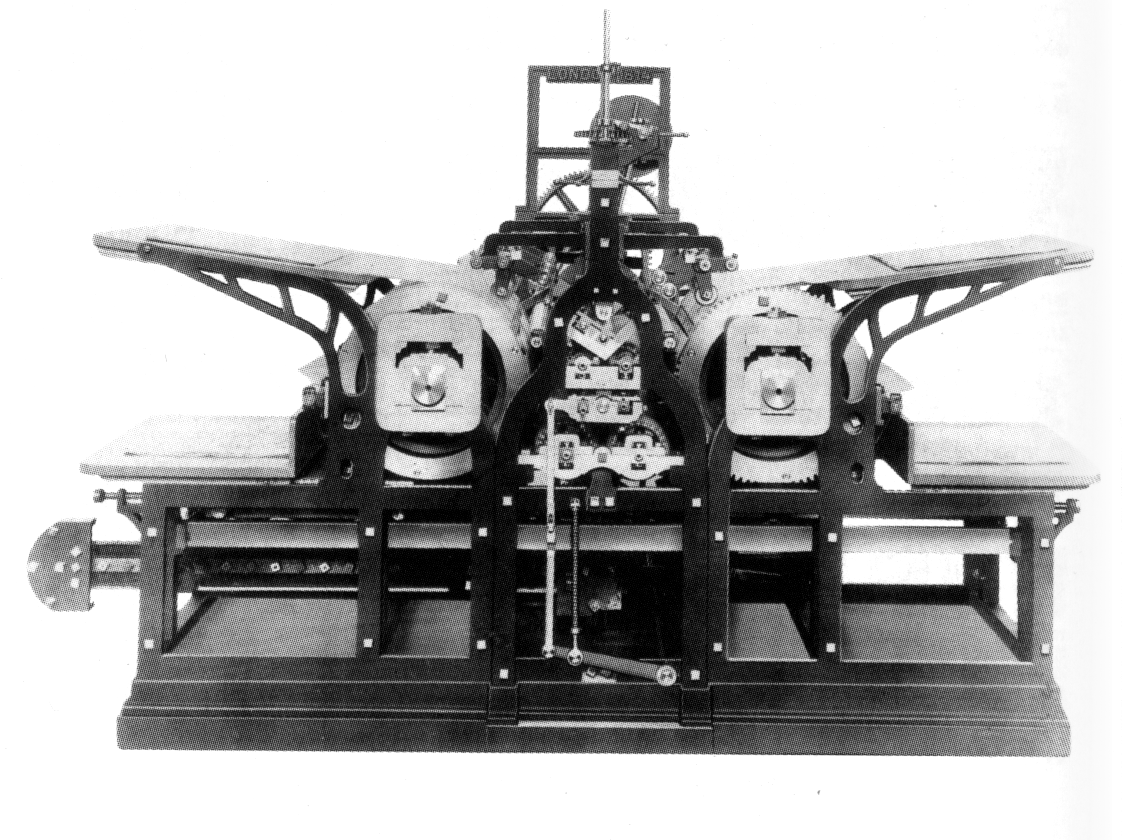
Impressora a vapor de Friedrich Koenig, 1814

À medida que a audiência de textos científicos se expandia, o interesse pela ciência pública também o fez. "Palestras de extensão" foram instaladas em algumas universidades, como Oxford e Cambridge, que incentivavam membros do público a participar de palestras. Nos Estados Unidos, as palestras sobre viagens eram comuns no século XIX e atraíam centenas de espectadores.
Essas palestras públicas fizeram parte do movimento do liceu e demonstraram experimentos científicos básicos, que avançaram o conhecimento científico para os telespectadores instruídos e não instruídos. A popularização da ciência pública não apenas iluminou o público em geral através da mídia de massa, mas também melhorou a comunicação dentro da comunidade científica. Embora os cientistas comuniquem suas descobertas e realizações por meio de impressão há séculos, as publicações com uma variedade de assuntos diminuíram em popularidade. Como alternativa, as publicações em revistas específicas da disciplina foram cruciais para uma carreira de sucesso nas ciências no século XIX. Como resultado, revistas científicas como a Nature ou a National Geographic possuíam um grande número de leitores e receberam financiamento substancial até o final do século XIX, à medida que a popularização da ciência continuava.

### Comunicação científica na mídia contemporânea
A ciência pode ser comunicada ao público de muitas maneiras diferentes. De acordo com Karen Bultitude, professora de comunicação científica da University College London, elas podem ser categorizadas em três grupos: jornalismo tradicional, eventos ao vivo ou presenciais e interação on-line.

### Jornalismo tradicional
O jornalismo tradicional (por exemplo, jornais, revistas, televisão e rádio) tem a vantagem de atingir grandes audiências; no passado, era assim que a maioria das pessoas acessava regularmente informações sobre ciência. A mídia tradicional também tem maior probabilidade de produzir informações de alta qualidade (bem escritas ou apresentadas), como serão produzidas por jornalistas profissionais. O jornalismo tradicional também é frequentemente responsável por estabelecer agendas e ter um impacto na política do governo. O método jornalístico tradicional de comunicação é unidirecional, portanto, não pode haver diálogo com o público, e as histórias científicas podem ser reduzidas em escopo, de modo que haja um foco limitado para um público comum, que pode não ser capaz de compreender a imagem maior do ponto de vista científico. No entanto, há novas pesquisas disponíveis sobre o papel dos jornais e canais de televisão na constituição de "esferas públicas científicas" que permitem a participação de uma ampla gama de atores em deliberações públicas.
Outra desvantagem do jornalismo tradicional é que, uma vez que uma história científica é retomada pela grande mídia, o(s) cientista(s) envolvido(s) não têm mais controle direto sobre como seu trabalho é comunicado, o que pode levar a mal-entendidos ou desinformação. Pesquisas nesta área demonstram como a relação entre jornalistas e cientistas tem sido prejudicada em alguns casos. Por um lado, os cientistas relataram estar frustrados com coisas como jornalistas simplificando demais ou dramatizando seu trabalho, enquanto, por outro lado, os jornalistas acham que é difícil trabalhar com e mal equipado para comunicar seu trabalho a um público em geral. Apesar dessa potencial tensão, uma comparação de cientistas de vários países mostrou que muitos cientistas estão satisfeitos com suas interações com a mídia e se envolvem com frequência.
No entanto, é importante observar que o uso de fontes tradicionais de mídia, como jornais e televisão, diminuiu constantemente como fonte primária de informações científicas, enquanto a Internet aumentou rapidamente em destaque. Em 2016, 55% dos americanos relataram usar a Internet como fonte primária para aprender sobre ciência e tecnologia, em comparação com 24% reportando TV e 4% reportando jornais como fontes primárias. Além disso, os meios de comunicação tradicionais diminuíram drasticamente o número de jornalistas científicos ou, em alguns casos, eliminados, e a quantidade de conteúdo relacionado à ciência que eles publicam.

## Personalidades
No Brasil, alguns proeminentes divulgadores de ciência são Drauzio Varella (medicina), Ana Beatriz Barbosa Silva (psiquiatria), Marcelo Gleiser (astrofísica),  Raquel Rolnik (urbanismo), Suzana Herculano-Houzel (neurociência), Ildeu Moreira (popularização da ciência), Atila Imarino (microbiologia), Pirula (paleontologia), entre outros.
Em Portugal destacam-se Rómulo de Carvalho, Carlos Fiolhais (Física), Galopim de Carvalho, etc.